# Симптом Стокса
Симптом Стокса або комір Стокса — набряк шиї, а іноді й обличчя, рук, верхньої частини грудей і ділянки лопаток, що супроводжується набуханням шкірних вен; ознака здавлення верхньої порожнистої вени при пухлині середостіння. Хворі мають характерний вигляд: голова наче насаджена безпосередньо на тулуб, різкий ціаноз обличчя і набухання яремних вен, іноді різко виражені поверхневі вени грудей. Цей симптом спостерігають також при перикардитах та медіастинітах, іноді — при недостатності тристулкового клапана.
Також симптомом Стокса, називають виражену пульсацію в животі праворуч від пупка — можлива ознака гострого ентериту.

## Епонім
Назва походить від прізвища ірландського лікаря Вільяма Стокса (англ. William Stokes, роки життя — 1804—1878).